# Alegeri legislative în Elveția, 1975
Alegerile Parlamentare au avut loc în Elveția în 26 octombrie 1975. Partidul Social Democrat a obținut cele mai multe locuri, 55 din 200.

## Rezultate
| Partidul                              | Abr. | Locul | %    |
| ------------------------------------- | ---- | ----- | ---- |
| Partidul Social Democrat              | SP   | 55    | 24.6 |
| Partidul Liber Democrat al Elveției   | FDP  | 47    | 22.2 |
| Partidul Creștin Democrat al Elveției | CVP  | 46    | 20.6 |
| Partidul Cetățenilor Elvețieni        | SVP  | 21    | 9.9  |
| Sunetul Independenței                 | LdU  | 11    | 6.1  |
| Democrații Elvețieni                  | SD   | 6     | 5.5  |
| Partidul Liberal Elvețian             | LPS  | 6     | 2.4  |
| Partidul Muncitoresc al Elveției      | PdA  | 5     | 2.4  |
| Partidul Verde al Elveției            | GPS  | 0     | 0.1  |
| Organizația Progresivă a Elveției     | POCH | 0     | 1.0  |
| Partidul Poporului Evanghelist        | EVP  | 3     | 2.0  |
| Uniunea Parlamentară Democrată        | EDU  | 0     | 0.3  |
| Partidul Social Creștin               | CSP  | 0     | 0.1  |
| Altele                                | ---  | 0     | 2.8  |